# 卡兰普尔
卡兰普尔（Karanpur），是印度拉贾斯坦邦Ganganagar县的一个城镇。总人口20694（2001年）。

## 人口
该地2001年总人口20694人，其中男性11035人，女性9659人；0—6岁人口2983人，其中男1619人，女1364人；识字率63.88%，其中男性为70.86%，女性为55.91%。